# Náklo
Náklo (in tedesco Nakel) è un comune della Repubblica Ceca facente parte del distretto di Olomouc, nella regione di Olomouc.